# The Documentary 2.5
The Documentary 2.5 — восьмий студійний альбом американського репера The Game, виданий на лейблах Blood Money Entertainment та eOne 16 жовтня 2015 р. Є сиквелом до The Documentary 2. Виконавчий продюсер: The Game. Виконавчі співпродюсери: Кеш «Wack100» Джонс, Stat Quo.

## Передісторія
22 вересня 2015 The Game заявив, що його наступний проект буде подвійним релізом і складатиметься з 38 треків. Попри заяву про подвійний альбом, друга частина є окремим релізом під назвою The Documentary 2.5 з іншою обкладинкою та датою виходу.

## Комерційний успіх
The Documentary 2.5 посів 6-ту сходинку Billboard 200 з 47 921 еквівалентних альбомних одиниць за перший тиждень (з них чистих копій — 41 634).

## Список пісень
| #   | Назва                                                                                           | Автор                                                                                                | Продюсер(и)          | Тривалість |
| --- | ----------------------------------------------------------------------------------------------- | --- | -------------------- | ---------- |
| 1.  | «New York Skit»                                                                                 | Джейсон Тейлор, Стенлі Бентон                                                                        | Stat Quo, The Game   | 2:34       |
| 2.  | «Magnus Carlsen» (з участю Anderson .Paak)                                                      | Тейлор, Брендон Андерсон Паак, Ебонґ                                                                 | Bongo                | 5:29       |
| 3.  | «Crenshaw/80s & Cocaine» (з участю Anderson .Paak та Sonyae)                                    | Тейлор, Фарід Нассар                                                                                 | THX, Fredwreck       | 4:35       |
| 4.  | «Gang Bang Anyway» (з участю Jay Rock та Schoolboy Q)                                           | Тейлор, Джонні Маккінзі-молодший, Квінсі Генлі, Ебонґ                                                | Bongo                | 5:05       |
| 5.  | «The Ghetto» (з участю Nas та will.i.am)                                                        | Тейлор, Насір Джонс, Вільям Адамс-молодший                                                           | will.i.am            | 6:01       |
| 6.  | «From Adam» (з участю Lil Wayne)                                                                | Тейлор, Марчелло Валензано, Андре Ліон, Двейн Картер-молодший                                        | Cool & Dre           | 3:45       |
| 7.  | «Gang Related» (з участю Asia Bryant)                                                           | Тейлор, Ейша Браянт, Ебонґ                                                                           | Bongo                | 4:09       |
| 8.  | «Last Time You Seen» (з участю Scarface та Stacy Barthe)                                        | Тейлор, Бред Джордан, Стейсі Барт                                                                    | S1, G Koop           | 3:50       |
| 9.  | «Intoxicated» (з участю Deion)                                                                  | Тейлор, Каліл Абдул-Рахман, Дайон Дженкінс                                                           | DJ Khalil            | 3:04       |
| 10. | «Quiks Groove» (з участю DJ Quik, Sevyn Streeter та Micah)                                      | Тейлор, Девід Блейк, Ембер Стрітер                                                                   | DJ Quik              | 5:41       |
| 11. | «Outside» (з участю E-40, Marcus Black та Lil E)                                                | Тейлор, Тревіс Баркер, Ерл Стівенс, Маркус Блек                                                      | Тревіс Баркер        | 4:00       |
| 12. | «Up on the Wall» (з участю Problem, Ty Dolla $ign та YG)                                        | Тейлор, Джейсон Мартін, Тайрон Ґріффін-молодший, Кінон Джексон                                       | BattleCat            | 5:05       |
| 13. | «Sex Skit»                                                                                      | Тейлор, Ебонґ                                                                                        | Bongo                | 2:51       |
| 14. | «My Flag/Da Homies» (з участю Ty Dolla $ign, Jay 305, AD, Mitchy Slick, Joe Moses, RJ та Skeme) | Тейлор, Ґріффін-молодший, Джей Каммінґз, Чарлз Мітчелл, Джозеф Мозес, Реджінальд Палмер, Лонні Кімбл | DJ Mustard           | 6:37       |
| 15. | «Moment of Violence» (з участю King Mez, Justus та Jon Connor)                                  | Тейлор, Морріс Рікс ІІ, Джон Фрімен-молодший, Джастін Морле                                          | The Futuristics      | 3:22       |
| 16. | «Like Father, Like Son 2» (з участю Busta Rhymes)                                               | Тейлор, Тревор Сміт-молодший, Денієл Мемен, Ебонґ                                                    | The Alchemist, Bongo | 4:44       |
| 17. | «Life»                                                                                          | Тейлор                                                                                               | Tone Mason           | 2:58       |

| Бонус-трек на iTunes | Бонус-трек на iTunes           | Бонус-трек на iTunes               | Бонус-трек на iTunes             | Бонус-трек на iTunes |
| #                    | Назва                          | Автор                              | Продюсер(и)                      | Тривалість           |
| -------------------- | ------------------------------ | ---------------------------------- | -------------------------------- | -------------------- |
| 18.                  | «El Chapo» (з участю Skrillex) | Тейлор, Шондре Кроуфорд, Сонні Мур | Bangladesh; Skrillex (співпрод.) | 3:40                 |

Примітки
- Додатковий вокал на «Like Father, Like Son 2»: Гарлем Керон Тейлор, Кінґ Джастіс Тейлор (сини Ґейма).

## Чартові позиції

### Тижневі
| Чарт (2015)               | Найвища позиція |
| ------------------------- | --------------- |
| Велика Британія           | 23              |
| Ірландія                  | 32              |
| Канада                    | 8               |
| Нідерланди                | 89              |
| Німеччина                 | 45              |
| Нова Зеландія             | 24              |
| США                       | 6               |
| US Independent Albums     | 1               |
| US Top R&B/Hip-Hop Albums | 2               |
| Фландрія                  | 80              |
| Франція                   | 86              |
| Швейцарія                 | 20              |

### Річні
| Чарт (2015)               | Найвища позиція |
| ------------------------- | --------------- |
| US Independent Albums     | 32              |
| US Top R&B/Hip-Hop Albums | 69              |